# Schwere Panzerjäger-Abteilung 560
De schwere Panzerjäger-Abteilung 560 (Hornisse) / schwere Panzerjäger-Abteilung 560 (Panther) was tijdens de Tweede Wereldoorlog een Duitse Panzerjäger-eenheid van de Wehrmacht ter grootte van een afdeling, uitgerust met gemechaniseerd geschut. Deze eenheid was een zogenaamde Heerestruppe, d.w.z. niet direct toegewezen aan een divisie, maar ressorterend onder een hoger commando, zoals een legerkorps of leger.
Deze Panzerjäger-eenheid kwam in actie aan het oostfront in 1943 – 1944. Teruggetrokken naar de Heimat, werd de Abteilung omgevormd tot een eenheid met Jagdpanthers. Vanaf december 1944 volgde inzet als onderdeel van de 12. SS-Panzer-Division Hitlerjugend, eerst tijdens het Ardennenoffensief en later in 1945 in Hongarije.

## Krijgsgeschiedenis

### schwere Panzerjäger-Abteilung 560 (Hornisse)
De oprichting van de schwere Panzerjäger-Abteilung 560 vond plaats in meerdere stadia. De staf werd opgericht in Spremberg van 19 april tot 1 mei 1943.

De 1e Compagnie begon zijn oprichting op 9 februari 1943 in Wünschdorf bij het Panzer-Lehr-Regiment door omdopen van de 4e Compagnie van Panzerjäger-Abteilung 41 en dat proces was gereed op 10 maart 1943. Op 29 maart 1943 werd de compagnie naar Frankrijk verplaatst.

De 2e Compagnie werd opgericht van 14 februari tot 24 maart 1943 in Spremberg door omdopen van de 4e Compagnie van Panzerjäger-Abteilung 42 en werd ook op 29 maart naar Frankrijk verplaatst.

De 3e Compagnie werd van 8 maart tot 1 april 1943 opgericht in Wünschdorf door omdopen van de 4e Compagnie van Panzerjäger-Abteilung 61 en werd op de laatste dag meteen naar Frankrijk verplaatst.

De drie compagnieën waren ondergebracht bij het 7e Leger. In april werden 30 Nashorn’s geleverd en eind van de maand vertrok de Abteilung naar de Sovjet-Unie, naar Jushnyi, waar de training verder doorgevoerd werd en medio mei nogmaals 15 Nashorns aankwamen. Op 2 juli 1943 werd de Abteilung dan vervolgens toegewezen aan het 42e Legerkorps en tijdens de terugtocht naar de Dnjepr direct onder het 8e Leger vanaf 30 augustus 1943. Op 1 september beschikte de Abteilung over 18 operationele Nashorns plus 17 in reparatie. In september kwamen vijf nieuwe Nashorns binnen en in oktober nogmaals vijf. Eind oktober 1943 kwam de Abteilung onder bevel van het 30e Legerkorps. In november en december 1943 kreeg de Abteilung resp. drie en 10 Marder III’s toebedeeld. Op 15 februari 1944 kwam de Abteilung onder bevel van het 57e Pantserkorps, dat net zwaar aangevallen werd bij Kryvy Rih. Ter versterking kreeg de Abteilung in februari en april 1944 weer resp. vier en vijf Nashorns toegevoegd. Tegen deze tijd was de Abteilung volledig afgebrand en werd terug verplaatst naar de Heimat, naar Allenstein. De Abteilung zou worden omgevormd in een Jagdpanther Abteilung en kreeg daarom vanaf 26 mei 1944 de naam schwere Panzerjäger-Abteilung 560 (Panther).

### schwere Panzerjäger-Abteilung 560 (Panther)
De levering van de Jagdpanthers was echter sterk vertraagd en de eerste exemplaren kwamen pas in oktober 1944 aan. Van oktober tot december kreeg de Abteilung in totaal 11 Jagdpanthers en 28 Jagdpanzer IV L/70 (V) geleverd. Voor het Ardennenoffensief werd de Abteilung toegevoegd aan de 12. SS-Panzer-Division Hitlerjugend, om in plaats te komen van het missende II. Abteilung van het SS-Panzerregiment 12. Deze divisie liep zich stuk op de Amerikaanse verdediging van de Elsenbornrug en de Abteilung strandde voor Bütgenbach. Rond de jaarwisseling werd de divisie met de Abteilung verplaatst naar het gebied rond Bastenaken om toch te proberen deze stad in te nemen. Op 3 januari 1945 volgde een aanval bij Oubourcy, maar die liep vast op de Amerikaanse defensie. Na afloop van het Ardennenoffensief kreeg de Abteilung 12 nieuwe Jagdpanthers en werd de divisie met Abteilung verplaatst naar het oostfront, naar Hongarije. Hier werd deelgenomen aan Operatie Südwind in februari 1945 en Operatie Frühlingserwachen in maart 1945. Voor dit laatste offensief beschikte de Abteilung over 6 operationele Jagdpanthers en 8 stuks Jagdpanzer IV. In maart werden nogmaals 11 Jagdpanthers verkregen. Daarna volgde de terugtocht door Oostenrijk.

## Einde
Geen verdere informatie bekend.

## Commandanten
| Rang  | Naam             | Begin                           | Eind                            |
| ----- | ---------------- | ------------------------------- | ------------------------------- |
| Major | Georg Schnappauf | 24 april 1943                   | 6 maart 1944                    |
| Major | Otto Streger     | in ieder geval 16 december 1944 | in ieder geval 16 december 1944 |

schwere Panzerjäger-Abteilung 88 · schwere Panzerjäger-Abteilung 93 · schwere Panzerjäger-Abteilung 512 · schwere Panzerjäger-Abteilung 519 · schwere Panzerjäger-Abteilung 525 · schwere Panzerjäger-Abteilung 559 · schwere Panzerjäger-Abteilung 560 · schwere Panzerjäger-Abteilung 583 · schwere Panzerjäger-Abteilung 586 · schwere Panzerjäger-Abteilung 653 · schwere Panzerjäger-Abteilung 654 · schwere Panzerjäger-Abteilung 655 · schwere Panzerjäger-Abteilung 673